# Осман Растодер
Осман Растодер (Радманци, 1882 — 26. јануар 1946) био је командант Муслиманске милиције Санџака у околини Горњег Бихора током Другог светског рата. Сарађивао је са Италијанима и Немцима током окупације.
Припадао је групи присталица анексије Санџака Великој Албанији.

## Биографија

### Младост
Растодер је рођен у богатој породици и могао је приуштити себи школовање прво у медресама у Новом Пазару и Ђаковици, а касније у Истанбулу. Пореклом су од Куча и преселили се у Турску 1915. године и тамо остали док се Осман вратио на Балкан 1919. године у Нови Пазар где се оженио по други пут.  У два брака имао је седморо деце. Године 1926. вратио се у Петњицу са обе жене, где је именован за мулу у селима Петњица и Савин Бор. Од 1929. године постављен је за имама у локалној џамији. Поред матерњег албанског и српског језика, Растодер је говорио турски и арапски језик.

### Други светски рат
У јуну 1941. године Растодер је именован за команданта локалног муслиманског одреда који је у септембру 1941. године постао одред Муслиманске милиције Санџака одговорног за територију Горњег Бихора.
Почетком 1941. односи између градова Петњице и полиције погоршали су се услед убиства Растодеровог сина у Беранама.
Током Тринаестојулског устанка, Растодеров одред је напао устанике око Берана. Његове снаге спалиле су православне хришћане у селима Горажде, Заграђе, Тмушиће и Љешници. У јесен 1941. године Растодер је постављен за команданта одреда милиције у горњем Бихору са седиштем у Петњици.
Заједно са командантима милиције учествовао је на конференцији у селу Годијево, и пристао да нападне српска села у близини Сјенице и других делова Санџака. Дана 31. марта 1942. године четнички војвода Павле Ђуришић је понудио Растодеру мировни споразум, што је он одбио. Растодер је фаворизовао оружане сукобе са српским становиштвом у региону, пре свега са мештанима Бијелог Поља и Берана.
Одред којим је командовао Растодер, подржан од албанских нерегуларних снага и немачких снага, напао је и убио 35 партизана и 19 италијанских бораца батаљона Гарибалди дана 22. јануара 1944. године у близини села Врбица (Беране).
Убијен је 26. јануара 1946. године од стране полиције на планини Ладевац.

## Наслеђе
Једна улица у Петњици носи Растодерово име.